# Маньківська Зінаїда Михайлівна
Зінаїда Михайлівна Маньківська (? — ?) — українська радянська діячка, новатор виробництва, швачка-мотористка Київської трикотажної фабрики імені Рози Люксембург. Депутат Верховної Ради УРСР 7—8-го скликань.

## Біографія
Закінчила середню школу. Трудову діяльність розпочала старшою піонервожатою середньої школи.
Працювала на освоєнні цілинних земель. Після повернення до Києва закінчила школу фабрично-заводського навчання при Київській трикотажній фабриці імені Рози Люксембург.
З 1950-х років — швачка-мотористка Київської трикотажної фабрики імені Рози Люксембург. Ударник комуністичної праці.
Закінчила заочно юридичний факультет Київського державного університету імені Тараса Шевченка.
Потім — на пенсії у місті Києві.

## Нагороди
- орден «Знак Пошани»
- ордени
- медаль «За доблесну працю. На ознаменування 100-річчя з дня народження Володимира Ілліча Леніна» (1970)
- медалі
- почесний знак ЦК ВЛКСМ